# Hermann Hofmann (Dirigent)
Hermann Hofmann (* 22. Januar 1894 in Küsnacht; † 20. September 1968) war ein Schweizer Kapellmeister, Orchester- und Chordirigent.

## Leben und Werk
Hermann Hofmann wurde 1894 in Küsnacht geboren und wuchs dort auf. Er besuchte das ortansässige Lehrerseminar. 1914 übernahm er die Aufgabe des Kapellmeisters am Stadttheater Zürich. Im Dezember 1920 wurde er, als Nachfolger von Volkmar Andreae, zum musikalischen Leiter des Männerchores Zürich gewählt. Er leitete den Chor von 1921 bis 1961, als Erich Schmid den Chor übernahm. Neben dem Männerchor Zürich leitete Hofmann auch den Zürcher Männerchor Aussersihl und die Stadtsänger Winterthur.
Hofmann erkannte früh die Bedeutung des Radios und war seit 1924 Berater, Kapellmeister und Programmleiter bei Radio Zürich. Von 1929 bis 1938 leitete er das 1924 gegründete Orchester der Zürcher Radio Station und unterstützte das Orchester darüber hinaus als Gastdirigent. 1944 baute er den Radiochor auf, der zu einem erstklassigen Vokalensemble wurde.
Hofmanns Konzert- und Oratorienaufführungen blieben vielen Musikfreunden unvergesslich.

## Diskografie (Auswahl)
- Männerchor Zürich und Chambre XXIV, Hermann Hofmann, Hans Steingrube – Schubert-Schumann Konzert 16. Februar 1958. (LP).
- Schweizerpsalm; Das weisse Kreuz im roten Feld. In: Schweizerpsalm; Das weisse Kreuz im roten Feld. Schweizerische Nationalphonotek – Männerchor Zürich unter Hermann Hofmann, 1929, abgerufen am 6. Februar 2021.